# Sahar Delijani
Sahar Delijani —persa: سحر دلیجانی— (Teheran, 1983) és una novel·lista iraniana, actualment resident a Torí, Itàlia. La seva primera novel·la, Children of the Jacaranda Tree, s'ha publicat a més de 75 països i s'ha traduït a 28 llengües. En català s'ha publicat amb el títol A l'ombra de l'arbre violeta.
Sahar Delijani va néixer a la presó d'Evin, a Teheran, on els seus pares eren detinguts com a activistes polítics que lluitaven contra el règim islàmic establert. La mare es va estar dos anys i mig a la presó i el pare, quatre. El seu oncle, el germà més jove del pare, va ser un dels milers de presoners polítics executats i fou enterrat a les tombes en massa pel règim l'any 1988. Delijani, el seu germà gran i un cosí van viure amb els avis i una tia fins a l'alliberament dels pares. Aquesta experiència, dins i a fora de la presó, li va servir d'inspiració per a la novel·la amb què va debutar.